# Braian Uribe
Braian Uribe, vollständiger Name Braian Matías Uribe, (* 16. August 1991 in Mar del Plata) ist ein argentinischer Fußballspieler.

## Karriere
Der 1,84 Meter große Offensivakteur Uribe stand zu Beginn seiner Karriere von der Saison 2010/11 bis 2013 im Kader des in der Primera B Nacional antretenden argentinischen Klubs Club Atlético Aldosivi aus Mar del Plata. In diesem Zeitraum bestritt er 18 Ligaspiele für die Mannschaft des Vereins und erzielte drei Treffer (Saison 2010/11: 10 Spiele/2 Tore; 2011/12: 3/1; 2012/13: 5/0). Überdies kam er zweimal (kein Tor) in der Copa Argentina zum Einsatz. Sodann wechselte er im Juli 2013 zum CA Alvarado, für den er in der Saison 2013/14 29-mal im Torneo Argentino A auflief und zehn Tore schoss. Zur Apertura 2014 schloss er sich dem uruguayischen Verein El Tanque Sisley an. In der Spielzeit 2014/15 wurde er zehnmal (ein Tor) in der Primera División eingesetzt. Ende Januar 2015 wechselte er nach Argentinien zu CA San Martín de Tucumán. Dort lief er in 28 Ligaspielen (fünf Tore) und einmal (kein Tor) in der Copa Argentina auf. Anschließend wechselte er zum Jahresanfang 2016 zum Deportivo Armenio und bestritt neun Ligaspiele (ein Tor). Mitte Juli 2016 schloss er sich erneut dem CA Alvarado an, für den er bislang (Stand: 15. März 2017) zwölf Ligapartien (ein Tor) und eine Begegnung im nationalen Pokal (kein Tor) absolvierte.